# کلدیش ۲۱۸۶
سیارک ۲۱۸۶ (به انگلیسی: 2186 Keldysh، نامگذاری:1973SQ4) دو هزار و صد و هشتاد و ششمین سیارک کشف شده‌است که در ۲۷ سپتامبر ۱۹۷۳ کشف شد.
قدر مطلق سیارک برابر ۱۲٫۳۰ است.